# Jaigaon
Jaigaon is een census town in het district Alipurduar van de Indiase staat West-Bengalen. De plaats ligt direct aan de grens met Bhutan. De bebouwing van Jaigaon ligt vast aan die van de Bhutaanse stad Phuntsholing. Op de grens tussen beide steden staat een poort die de lokale bevolking kan passeren zonder papieren te moeten tonen.

## Demografie
Volgens de Indiase volkstelling van 2001 wonen er 38.664 mensen in Jaigaon, waarvan 52% mannelijk en 48% vrouwelijk is. De plaats heeft een alfabetiseringsgraad van 52%.